# Rhizoecus falcifer
Rhizoecus falcifer är en insektsart som beskrevs av Kunckel d'herculais 1878. Rhizoecus falcifer ingår i släktet Rhizoecus och familjen ullsköldlöss. Inga underarter finns listade i Catalogue of Life.